# 马尔什
马尔什（法語：Marche，發音：[maʁʃ] ⓘ）是法国歷史上曾经存在的一个行省，首府是蓋雷，大致屬於今日克勒茲省。
马尔什在成為行省之前，原為马尔什伯国。